# El Padre Pitillo (película de 1946)
El Padre Pitillo es una película chilena de 1946, dirigida por Roberto de Ribón, basada en la obra de teatro homónima de 1937, escrita por Carlos Arniches.

## Argumento
La historia habla de los problemas de una muchacha, Rosita y de cómo atormentada por sus conflictos busca apoyo en el cura de su pueblo el Padre Froilán, conocido por todos como el Padre Pitillo. La joven fue seducida por el galán del pueblo y no tiene más remedio que solicitar refugio con el cura, el que desde su particular punto de vista buscara enrielar a la muchacha.

## Elenco
- Lucho Córdoba - Padre Froilán
- Conchita Buxón - Camila
- Chela Bon - Rosita
- Nieves Yanko - Dolores Ojeda
- Plácido Martín - Obispo
- José Perlá
- José Pi Cánovas - Aniceto, el Tenazas
- Ernestina Paredes
- Ida Herrera
- Elena Moreno - Beata sorda
- Mireya Véliz - Beata parlanchina
- Marina de Orrequia
- Luis Muñoz
- Galvarino Manriquez
- Carmen Moreno
- Nicanor Molinare
- Teresita - Rufa
- Semillita - Tobías